# Sogō Kazumasa
Sogō Kazumasa est un nom japonais traditionnel ; le nom de famille (ou le nom d'école), Sogō, précède donc le prénom (ou le nom d'artiste).
Sogō Kazumasa (十河 一存, 1532-2 avril 1561), aussi nommé « Sogō Kazunari » (十河 和也), quatrième fils de Miyoshi Motonaga, est un samouraï de l'époque Sengoku, membre du clan Miyoshi et daimyo de la province de Kawachi. Miyoshi Nagayoshi (l'ainé), Miyoshi Yoshikata (le deuxième) et Atagi Fuyuyasu (le troisième) sont ses frères ainés et Miyoshi Yoshitsugu, son fils, devenu plus tard le fils adopté de Nagayoshi. Lui-même adopte plus tard Miyoshi Nagaharu, le fils de Yukiyasu.

## Source de la traduction
- (en) Cet article est partiellement ou en totalité issu de l’article de Wikipédia en anglais intitulé « Sogō Kazumasa » (voir la liste des auteurs).